# Pistolet maszynowy Lusa A2
Lusa A2 – portugalski pistolet maszynowy.

## Historia
Pistolet maszynowy Lusa A2 został skonstruowany w portugalskiej firmie INDEP w 1983 roku. Doskonalenie konstrukcji trwało do 1992 roku, w którym uruchomiono produkcję seryjną. W 2004 roku prawa do produkcji tej broni i całe oprzyrządowanie do tego służące zostało sprzedane grupie amerykańskich przedsiębiorców, którzy utworzyli firmę LUSA USA. Rozpoczęła ona produkcję i sprzedaż pm Lusa A2 na rynku amerykańskim.

## Opis
Lusa A2 jest bronią samoczynno-samopowtarzalną działającą na zasadzie odrzutu zamka swobodnego, strzelającą z zamka zamkniętego. Zasilanie broni z dwurzędowych magazynków o pojemności 28 naboi, gniazdo magazynka przed chwytem pistoletowym. Przyrządy celownicze mechaniczne składają się z muszki i celownika przerzutowego. Kolba składana.